# Равнец (област Бургас)
 За другото българско село вижте Равнец (Област Добрич).  
Равнец е село в Югоизточна България, община Бургас, област Бургас.

## География
Селото се намира на 22 km от общинския и областен център Бургас, на 13 km от Камено и на 32 km от Айтос.

## Население

### Етнически състав
Преброяване на населението през 2011 г.
Численост и дял на етническите групи според преброяването на населението през 2011 г.:
|                     | Численост |
| Общо                | 1323      |
| Българи             | 996       |
| Турци               | 21        |
| Цигани              | 276       |
| Други               | 7         |
| Не се самоопределят | 3         |
| Неотговорили        | 20        |

## Редовни събития
На 9 май ежегодно се провежда землячески събор. Запазени са българските обичаи и традиции като лазаруване и коледари.

## Други
Край селото е разположено бивше военно летище.